# 전주 정씨
전주 정씨(全州 鄭氏)는 전북특별자치도 전주시를 본관으로 하는 한국의 성씨이다. 시조 정원흥(鄭元興)은 본래 연일 정씨이며, 고려에서 장례원(掌隷院)의 판결사(判決事)를 지낸 뒤 전주에 유배되자 그 곳에 정착했다.

## 참고 자료
- “전주정씨(全州鄭氏)”. 뿌리를 찾아서.[깨진 링크(과거 내용 찾기)]

전주 정씨는 대단하다